# Дю Рандт, Ос
Якобус Петрус «Ос» дю Рандт (африк. Jacobus Petrus "Os" du Randt, родился 8 сентября 1972 года в Эллиоте) — южноафриканский регбист, двукратный чемпион мира в составе сборной ЮАР (1995 и 2007 годы). Выступал на позиции нападающего — левого пропа (столба). Известен по выступлениям в Кубке Карри за клубы «Фри Стейт Читаз» и «Блю Буллз», в Супер Регби за «Сентрал Читаз», «Кэтс» и «Буллз». До завершения своей карьеры оставался одним из немногих регбистов, игравших за сборные как во времена любительского спорта, так и во времена профессионального спорта.
В 1995 году он стал в составе сборной ЮАР чемпионом мира, а в 2007 году завоевал этот титул во второй раз, став первым и единственным двукратным чемпионом мира от Южной Африки (всего в мире насчитывается 20 регбистов — двукратных чемпионов мира). Его прозвище «Ос» в переводе с африкаанс означает «бык», что соответствует его телосложению. Дю Рандт играл на позиции столба и отличался большой физической силой в схватках и единоборствах.

## Биография
Дю Рандт был регбистом-любителем и работал фермером, выступал в чемпионате провинций ЮАР за «Фри Стейт Читаз». В составе сборной ЮАР он дебютировал в октябре 1994 года в матче против Аргентины (победа 42:22) и был включён в заявку на домашний чемпионат мира. Играя на позиции левого столба, он стал ключевым игроком сборной и помог ей выиграть чемпионат мира (в финале ЮАР победила сборную Новой Зеландии 15:12). В 1999 году Ос дю Рандт занял 2-е место в голосовании за лучшего нападающего-левого столба всех времён и народов по версии журнала Rugby World.
В 2000 году дю Рандт в одном из матчей получил серьёзную травму, из-за которой выбыл почти на три года и пропустил чемпионат мира в Австралии. Впрочем, в 2003 году ему удалось вернуться в большой регби по просьбе бывшего фланкера сборной ЮАР Расси Эразмуса, тренера клуба «Фри Стейт Читаз», а в 2004 году он выиграл со сборной ЮАР под руководством Джека Уайта Кубок трёх наций и по итогам года попал в символическую сборную звёзд по версии Международного совета регби. В том же году он провёл 50-ю игру за сборную ЮАР, которую южноафриканцы проиграли 32:16, а сам дю Рандт не смог справиться с английским визави Джулианом Уайтом. Тем не менее, южноафриканцы стали скандировать имя Оса дю Рандта каждый раз на матчах с его участием.
В 2007 году 35-летний Ос дю Рандт был включён в заявку на чемпионат мира во Францию. Сборная ЮАР не проиграла ни одного матча на турнире, победив сборные США, Англии, Самоа и Тонга в групповом этапе, одолев в четвертьфинале Фиджи, в полуфинале Аргентину и в финале Англию, являвшуюся на тот момент действовавшим чемпионом мира. ЮАР победила 15:6, а дю Рандт провёл весь матч на высоком уровне и посвятил свою победу «своему лучшему другу Алексу». По окончании чемпионата мира дю Рандт завершил игровую карьеру. По мнению чемпиона мира 2007 года Си-Джея ван дер Линде, дю Рандт является легендой южноафриканского регби, о котором знают даже маленькие дети.
В 2009 году дю Рандт стал тренером нападающих в клубе «Фри Стейт Читаз», с 2010 по март 2011 года он занимал аналогичный пост в сборной ЮАР.
В 2019 году включён в Зал славы World Rugby.
3 января 2022 года поступили сообщения о том, что Ос дю Рандт может войти в тренерский штаб сборной России.